# 珀丁 (密蘇里州)
珀丁（英語：Purdin）是位於美國密蘇里州林縣的城市。

## 人口
根據2020年美國人口普查的數據，珀丁的面積為0.80平方千米，皆為陸地。當地共有人口141人，而人口密度為每平方千米176人。